# 城巴A26線
城巴A26線是香港一條機場巴士路線，來往油塘及香港國際機場，途經藍田（碧雲道）、秀茂坪、四順、樂華邨、彩霞道、鑽石山、黃大仙及青嶼幹線，為油塘、藍田、秀茂坪、佐敦谷沿線一帶居民提供特快服務往返機場及港珠澳大橋香港口岸的機場巴士服務。
本線是不取道昂船洲大橋的城巴機場快線路線其中之一。

## 歷史
一直以來，油塘、藍田（碧雲道）來往機場的日間巴士服務，祇有E22P、E22X和N26，但E22P和E22X祇於星期一至五早上各提供3班由油塘往機場及黃昏各兩班由機場往油塘的單向服務，而N26祇於每天提供1班凌晨由東涌站經機場往油塘和清晨3班由油塘往東涌站經機場的單向服務，而且服務對象主要以來往國泰城、民航處總部、機場客運大樓及亞洲國際博覽館上下班的居民或者乘早機的乘客為主，於日間其餘時間，該等居民需利用其他交通工具接駁城巴機場巴士服務或港鐵往返機場。
與此同時，安達臣道首2條公共屋邨安達邨及安泰邨分別於2016年第1季及2017年第1季落成入伙，該區人口將持續上升，衍生對機場巴士服務的需求，但該處當時並無公共交通服務來往機場，居民只能使用行人天橋前往秀茂坪及四順乘搭A29P線到機場。
運輸署和城巴因此於2017-2018年度巴士路線計劃建議開辦本線，令上述地區之居民享有特快服務來往機場。
本線在2023年12月18日前由油塘至畢架山花園一段走線與214線相若，但往油塘方向繞經新利街及利安道（順利消防局，即順利紀律部隊宿舍對面），在高超道後繞經欣榮街。

### 年表
- 2018年1月29日：A26線投入服務[3][4]。
- 2018年6月1日：A26線往機場方向加設「彩虹邨丹鳳樓」巴士站，並提早於該站實施$39分段收費。
- 2018年12月30日：A26線來回方向加設「畢架山花園」巴士站，往油塘方向並增設$13分段收費[5]。
- 2019年11月29日：A26線取消「機場（2號客運大樓）」巴士站。[6]
- 2019年12月8日：A26P線投入服務。[7]
- 2020年4月1日：因2019冠狀病毒病疫情持續，A26線縮減服務時間，班次減至每60分鐘一班。[8]
- 2021年1月3日：A26線星期一至六由油塘開出之07:30班次及機場開出之17:45班次試行繞經航天城東路：
  - 往機場方向，依原有路線駛至機場南交匯處後，改經暢連路、航天城交匯處、航天城東路、航天城交匯處、暢連路，返回地面運輸中心巴士總站；
  - 往油塘方向，由地面運輸中心巴士總站開出後，經暢連路、航天城交匯處、航天城東路、航天城交匯處、暢連路，返回機場路及原有路線；
  - 來回程於航天城東路新增「香港天際萬豪酒店」及「航天城交匯處」站。
- 2023年9月23日：A26線來回方向繞經港珠澳大橋香港口岸；由油塘開出尾班車回復至20:30，由機場開出頭班車回復至11:45。[9]
- 2023年12月18日：A26P線取消服務，A26線來回方向改經秀茂坪邨、順天邨、順利邨、樂華邨、彩頤居及彩盈邨，不經寶達邨、安達邨、安泰邨、彩雲邨及坪石邨；由油塘開出之班次服務時間為每日06:00至20:30，由機場開出之班次服務時間為每日11:35至23:35。[10]

## 服務時間（詳細班次）
| 每日油塘開                 | 每日油塘開 | 每日油塘開 | 每日油塘開 | 每日油塘開 |
| -------------------------- | ---------- | ---------- | ---------- | ---------- |
| 06:00                      | 06:30      | 07:00      | 07:30      | 08:30      |
| 09:30                      | 10:30      | 11:30      | 12:30      | 13:30      |
| 14:30                      | 15:30      | 16:30      | 17:30      | 18:30      |
| 19:30                      | 20:30      |            |            |            |
| 每日機場（地面運輸中心）開 |            |            |            |            |
| 11:35                      | 12:35      | 13:35      | 14:35      | 15:35      |
| 16:35                      | 17:35      | 18:35      | 19:35      | 20:35      |
| 21:35                      | 22:35      | 23:35      |            |            |

粉紅字班次繞經國泰城。

## 收費
全程：$44.0（機場員工優惠票價：$28.2）
- 彩虹邨丹鳳樓往機場（地面運輸中心）：$40.8
- 青嶼幹線巴士轉乘站往機場（地面運輸中心）：$17.8
- 國泰城往機場（地面運輸中心）：$4.2（只適用於06:00及07:30班次）
- 青嶼幹線巴士轉乘站往油塘：$30.4
- 畢架山花園往油塘：$13.6
- 黃大仙站往油塘：$10.5
- 秀茂坪邨秀樂樓往油塘：$6.8

| - 本線設有12歲以下小童及65歲或以上長者半價優惠。 - 本線不設長者及殘疾人士每程$2.0的票價優惠；12至64歲殘疾人士如使用「殘疾人士身份」個人八達通，以及60至64歲香港居民使用「樂悠咭」繳付車資，會以全費計算。 - 乘客可以現金或八達通於上車時付款，不設找續。 - 每位成人乘客可免費攜帶最多兩名4歲以下而不佔座位的兒童乘客乘車，超額之4歲以下小童必須繳付小童車費乘車。 - 九龍巴士、城巴及龍運巴士全職員工及家屬（不包括外判職員）可免費乘搭本路線，惟必須拍職員或職員家屬八達通。 - 乘客亦可使用AlipayHK「易乘碼」、支付寶、 WeChatHK／微信支付「搭車碼」、銀聯雲閃付「乘車碼」及BOC Pay「乘車碼」、具有感應式支付功能的VISA、Mastercard及銀聯卡，以及Apple Pay、Google Pay及Samsung Pay流動支付平台繳付車資。使用此支付方式的乘客可享有中途下車之分段收費，以及與其他城巴獨營路線或聯營線城巴班次之轉乘優惠，惟不適用於與非城巴路線之轉乘優惠。使用此支付方式的乘客亦不能享有「公共交通費用補貼計劃」。 |

### 預售來回車票
本線另設有來回車票$70（成人）／$35（小童及長者），適用於兩程A10/A11/A12/A17/A26/A28/A29來往機場車程，有效期為3個月。

### 八達通轉乘優惠
乘客登上本線後指定時間內以同一張八達通卡轉乘以下路線，或從以下路線登車後指定時間內以同一張八達通卡轉乘本線，次程可獲車資折扣優惠：
A26←→城巴E線
- A26往機場 → E11/E11A、E21、E22/E22P/E22X或E22A往機場博覽館，次程車資全免，轉乘時限為120分鐘，於青嶼幹線巴士轉乘站或之後車站進行轉乘
- A26往機場 → E21A往逸東邨、E22S往滿東邨或E23/E23A往機場，次程車資全免，轉乘時限為90分鐘，於青嶼幹線巴士轉乘站或之後車站進行轉乘
- E11/E11A、E21、E22/E22P/E22X或E22A往市區 → A26往油塘，補回本線全程原價之差額，轉乘時限為60分鐘，於青嶼幹線巴士轉乘站或之前車站進行轉乘
- E21A、E21X、E22S或E23/E23A往市區 → A26往油塘，補回本線全程原價之差額，轉乘時限為90分鐘，於青嶼幹線巴士轉乘站進行轉乘

此組優惠不適用於以「機場員工個人八達通」繳付優惠票價的乘客
A26←→R8，於青嶼幹線巴士轉乘站進行轉乘
- A26 → R8往迪士尼樂園，次程車資全免，轉乘時限為120分鐘
- R8往青嶼幹線巴士轉乘站 → A26往機場，次程可獲$1折扣優惠，轉乘時限為60分鐘
- R8往青嶼幹線巴士轉乘站 → A26往油塘，次程可獲$2折扣優惠，轉乘時限為60分鐘

## 使用車輛
本線使用4輛亞歷山大丹尼士Enviro 500 MMC 12米（80XX）或12.8米（68XX）行走。

## 行車路線
油塘開經：高超道、碧雲道、連德道、秀茂坪道、曉光街、秀明道、秀茂坪道、順安道、順天巴士總站、利安道、新清水灣道、順利邨道、協和街、康寧道、振華道、彩霞道、觀塘道、龍翔道、呈祥道、青葵公路、長青隧道、長青公路、青衣西北交匯處、青嶼幹線、北大嶼山公路、機場路、（駿運路交匯處、觀景路、東岸路、機場路）暢航路、機場路、機場南交匯處、暢連路、航天城交匯處、赤鱲角路、順暉路、順匯路、赤鱲角路、東榮路、機場路及暢連路。
- 括號內之路段祇限06:00及07:30的班次駛經。

機場（地面運輸中心）開經：暢連路、機場南交匯處、暢連路、航天城交匯處、赤鱲角路、順暉路、順匯路、赤鱲角路、順朗路、北大嶼山公路、青嶼幹線、青衣西北交匯處、長青公路、長青隧道、青葵公路、呈祥道、龍翔道、大磡道、龍翔道、觀塘道、彩雲道、彩霞道、振華道、康寧道、協和街、順利邨道、新順街、新清水灣道、利安道、新利街、順清街、順景街、利安道、順安道、秀茂坪道、秀明道、曉光街、秀茂坪道、連德道、碧雲道、高超道、欣榮街、茶果嶺道及高超道。

### 沿線車站
| 油塘開 | 油塘開               | 油塘開                       | 機場（地面運輸中心）開 | 機場（地面運輸中心）開 | 機場（地面運輸中心）開           |
| 序號   | 車站名稱             | 位置                         | 序號                   | 車站名稱               | 位置                             |
| ------ | -------------------- | ---------------------------- | ---------------------- | ---------------------- | -------------------------------- |
| 1      | 油塘                 | 油塘公共運輸交匯處           | 1                      | 機場（地面運輸中心）   | 機場（地面運輸中心）巴士總站     |
| 2      | 高怡邨               | 高超道                       | 2                      | 港珠澳大橋香港口岸     | 港珠澳大橋香港口岸公共運輸交匯處 |
| 3      | 高俊苑               | 高超道                       | 3                      | 青嶼幹線巴士轉乘站     | 北大嶼山公路                     |
| 4      | 康柏苑金柏閣         | 碧雲道                       | 4                      | 畢架山花園             | 龍翔道                           |
| 5      | 康柏苑龍柏閣         | 碧雲道                       | 5                      | 黃大仙站               | 龍翔道                           |
| 6      | 康雅苑               | 碧雲道                       | 6                      | 沙田坳道               | 龍翔道                           |
| 7      | 德田邨德康樓         | 碧雲道                       | 7                      | 鑽石山站               | 大磡道                           |
| 8      | 德田邨德敬樓         | 碧雲道                       | 8                      | 牛池灣村               | 龍翔道                           |
| 9      | 興田邨               | 連德道                       | 9                      | 彩盈邨盈順樓           | 彩霞道                           |
| 10     | 秀茂坪邨秀明樓       | 秀明道                       | 10                     | 彩頤居                 | 彩霞道                           |
| 11     | 秀茂坪商場           | 秀明道                       | 11                     | 振華苑                 | 振華道                           |
| 12     | 順天邨               | 順天巴士總站                 | 12                     | 樂雅苑                 | 振華道                           |
| 13     | 順利邨利業樓         | 利安道                       | 13                     | 樂華南邨               | 振華道                           |
| 14     | 順利消防局           | 利安道                       | 14                     | 康寧道公園             | 康寧道                           |
| 15     | 康寧道公園           | 康寧道                       | 15                     | 順利消防局             | 利安道                           |
| 16     | 樂華南邨             | 振華道                       | 16                     | 順利邨利恒樓           | 利安道                           |
| 17     | 樂雅苑               | 振華道                       | 17                     | 順利邨利康樓           | 順清街                           |
| 18     | 彩頤居               | 彩霞道                       | 18                     | 順安邨安逸樓           | 順安道                           |
| 19     | 彩盈邨盈安樓         | 彩霞道                       | 19                     | 順天邨天韻樓           | 順安道                           |
| 20     | 彩虹邨丹鳳樓         | 龍翔道                       | 20                     | 秀茂坪邨秀樂樓         | 秀明道                           |
| 21     | 鑽石山站             | 龍翔道                       | 21                     | 秀茂坪商場             | 秀明道                           |
| 22     | 沙田坳道             | 龍翔道                       | 22                     | 秀茂坪邨秀明樓         | 秀明道                           |
| 23     | 畢架山花園           | 龍翔道                       | 23                     | 興田邨                 | 連德道                           |
| 24     | 青嶼幹線巴士轉乘站   | 北大嶼山公路                 | 24                     | 德田邨德敬樓           | 碧雲道                           |
| #      | 國泰城               | 觀景路                       | 25                     | 德田邨德樂樓           | 碧雲道                           |
| 25     | 機場（1號客運大樓）  | 暢航路                       | 26                     | 德田邨德隆樓           | 碧雲道                           |
| 26     | 港珠澳大橋旅檢大樓   | 順暉路                       | 27                     | 廣田邨廣靖樓           | 碧雲道                           |
| 27     | 機場（地面運輸中心） | 機場（地面運輸中心）巴士總站 | 28                     | 廣田商場               | 碧雲道                           |
|        |                      |                              | 29                     | 高俊苑                 | 高超道                           |
| 30     | 高怡邨               |                              |                        |                        | 高超道                           |
| 31     | 油塘中心             | 欣榮街                       |                        |                        |                                  |
| 32     | 油塘                 | 油塘公共運輸交匯處           |                        |                        |                                  |

- 有#號的車站在每日06:00及07:30的班次使用

## 客量
於2020年，A26線最繁忙一小時的載客率為62%；A26P線則為23%。

## 外部連結
- 城巴A26線－城巴 （页面存档备份，存于）
- 城巴A26線－i-busnet.com （页面存档备份，存于）
- 城巴官方網站A26線資料（PDF乳豬紙版） （页面存档备份，存于）
- 城巴官方網站A26P線資料（PDF乳豬紙版） （页面存档备份，存于）
- 城巴A26線－681巴士總站 （页面存档备份，存于）